# Mey Vidal
 (mars 2018).
Si vous disposez d'ouvrages ou d'articles de référence ou si vous connaissez des sites web de qualité traitant du thème abordé ici, merci de compléter l'article en donnant les références utiles à sa vérifiabilité et en les liant à la section « Notes et références ».
Pour les articles homonymes, voir Vidal.
Mey Vidal alias La Cubanasa (née le 10 octobre 1984 à Palma Soriano, dans la province de Santiago de Cuba, à Cuba) est une chanteuse de reggaeton qui chante en spanglish.
À noter une reprise de The Tide Is High de Blondie, et Me Activo, reprise de Turn me on, la célèbre soca de Kevin Lyttle.

## Biographie
À l'âge de 5 ans elle commence à chanter pour sa famille et ses voisins. Elle poursuit en tant qu'artiste chantant pour les mariages, les clubs de danse, dans les chœurs d'école et d'église.
Mey Vidal a fait beaucoup de chansons en duo avec d'autres artistes comme CandyMan, El Medico, Daddy Yankee, Trebol Clan, Grupo Mania, Puerto Rican Power, Guanabanas, Oscar D'Leon, Qbanito, Pitbull, et beaucoup d'autres.